# Aeroportul Webequie
Aeroportul Webequie (IATA: YWP, ICAO: CYWP) este un aeroport din Ontario, Canada.
Situat la o altitudine de 209 m, aeroportul dispune de 1 pistă. Este operat de Government of Ontario⁠(d).

## Infrastructură

### Piste
Aeroportul dispune de o singură pistă. Pista are orientarea 02/20. 